# NASCAR 99
NASCAR 99 (Chinees: 云斯顿赛车99) is een computerspel dat werd uitgegeven door EA Sports. Het spel kwam in september 1998 uit voor het platform Nintendo 64 en de PlayStation. Naast een twee speler variant, kent het spel 37 auto's, 17 tracks en de stemmen van Bob Jenkins en Benny Parsons als commentators. Het spel bevat verschillende perspectieven.

## Ontvangst
Het spel werd wisselend beoordeeld. Het werd geprezen om zijn unieke eigenschappen, maar sommigen vonden dat het spel er grafisch en qua geluid er onvoldoende op vooruit was gegaan ten opzichte van NASCAR 98.
| Beoordeeld door              | Platform    | Datum             | Score |
| ---------------------------- | ----------- | ----------------- | ----- |
| Gaming Entertainment Monthly | Nintendo 64 | 28 januari 1999   | 89%   |
| Gamezilla                    | PlayStation | 21 november 1998  | 80%   |
| Nintendo Power Magazine      | Nintendo 64 | oktober 1998      | 74%   |
| IGN                          | PlayStation | 30 september 1998 | 71%   |
| IGN                          | Nintendo 64 | 21 oktober 1998   | 70%   |
| GameSpot                     | Nintendo 64 | 7 oktober 1998    | 69%   |
| Total! (Duitsland)           | Nintendo 64 | oktober 1998      | 65%   |
| GameSpot                     | PlayStation | 19 oktober 1998   | 63%   |
| Power Unlimited              | PlayStation | januari 1999      | 60%   |
| HappyPuppy                   | Nintendo 64 | 24 september 1998 | 60%   |